# كوينتات
كوينتات (بالإنجليزية: Quintet)، هي شركة يابانية سابقة، تأسس الشركة عام 1989، وأعلنت حلها في عقد 2000، كانت شركة كوينتات قامت إنتاج وتطوير ألعاب الفيديو، وكانت مقرها في العاصمة اليابانية طوكيو.